# Pierre-Marc Bassompierre
Pour les articles homonymes, voir Bassompierre.
 (février 2024).
Pierre-Marc Bassompierre dit Gaston, né en 1786 à Paris et mort le 21 janvier 1869 au Mans, est un peintre et graveur français.

## Biographie
Pierre-Marc Bassompierre est le fils d'Élisabeth Bassompierre.
Élève de David, il expose au Salon de 1812 à 1838.
Peintre d'histoire et de portrait, il devient professeur de dessin à l'École militaire de La Flèche et obtient une médaille de deuxième classe en 1824.
Il épouse Catherine Adèle Petit, leur fils Édouard Gaston Bassompierre (1819-1870) deviendra professeur de dessin également.
Il meurt à son domicile à l'âge de 84 ans.

## Œuvres exposées aux Salons parisiens
- L’Amour et Psyché, au Salon de 1812
- Henri IV et Gabrielle, au Salon de 1822
- L'Abjuration de Henri IV à Saint-Denis, au Salon de 1824
- La Barbe bleue, au Salon de 1831
- Portrait d'homme, au Salon de 1838